# Burundaj

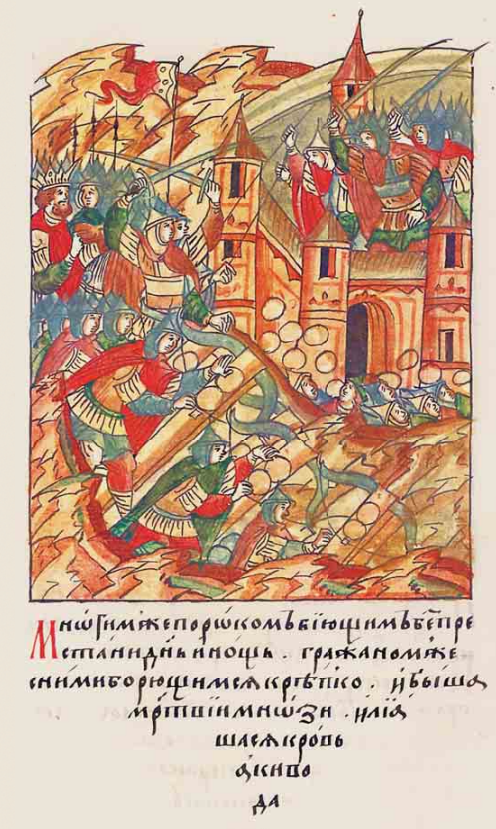
oblężenie Kijowa przez Burundaja

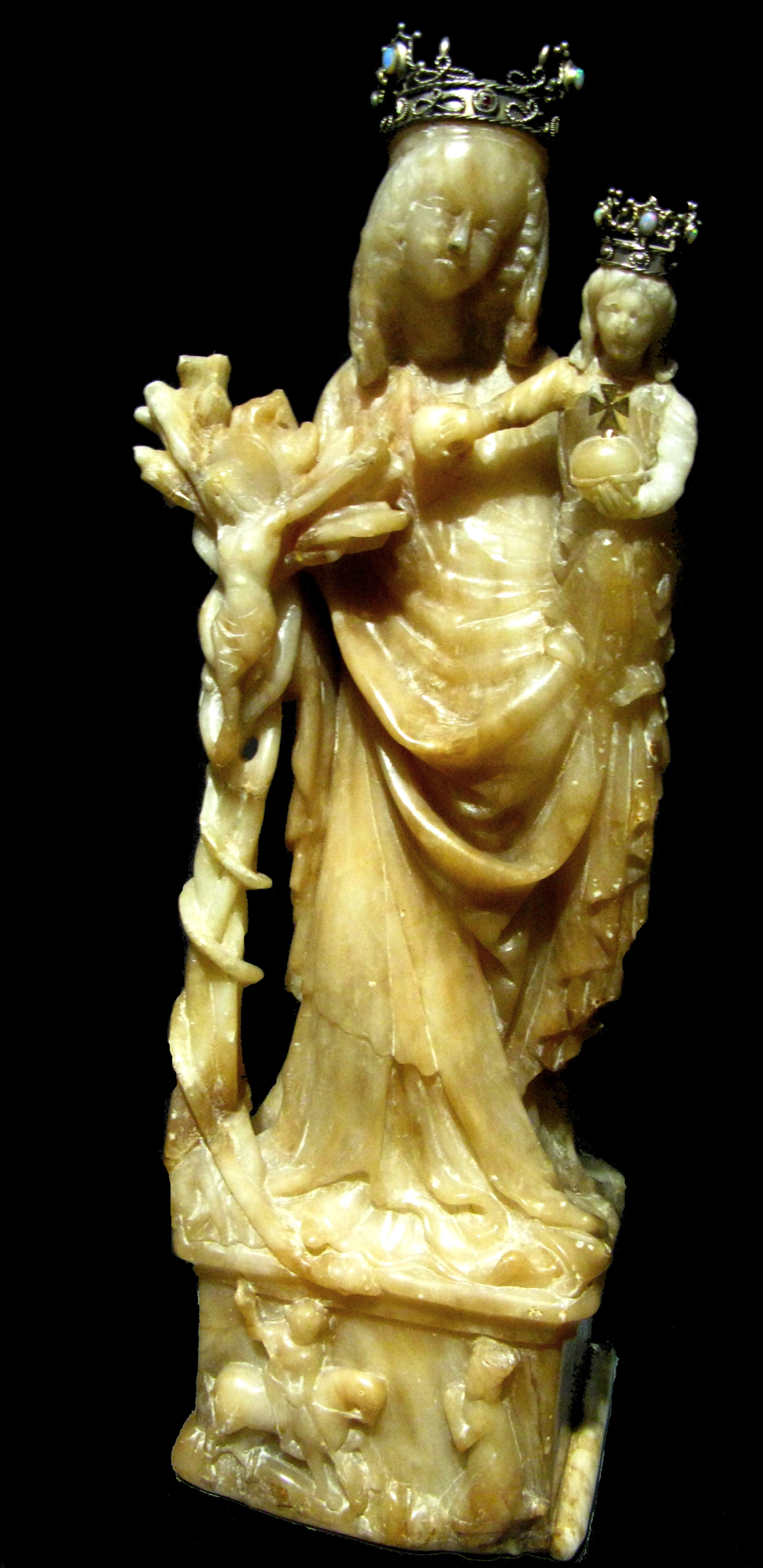
Figura NMP, którą św. Jacek uratował przed ordyńcami Burundaja

Burundaj – naczelnik wojenny oddziałów Batu-chana na przełomie lat trzydziestych i czterdziestych XIII w. 

## Życiorys
Uczestniczył w najazdach na Ruś, Małopolskę i inne kraje, później był namiestnikiem zawojowanych ziem.
Latopis Ipatijewski mówi że podczas zdobycia Włodzimierza nad Klaźmą (1238) zabito podobno wielkiego księcia Jerzego II Wsiewołodowicza okrążonego przez wojska Burundaja. Jak wiadomo, Jerzy zginął nad rzeką Sicią, ale to, że Burundaj był obecny przy zdobyciu Włodzimierza nie ulega wątpliwości.
W 1240 podczas tatarskiego oblężenia Kijowa jeniec tatarski twierdził, że Burundaj był jednym z wodzów w obozie tatarskim. «иже взя Болгарскую землю и Суждальскую».
Na Rusi Południowo-wschodniej chańskim baskakiem był wtedy słaby Kuremesa. Bał się on już wtedy dość silnego króla Rusi Daniela Halickiego, dążącego do pełnego uniezależnienia. W roku 1259 (1260) jednak został on zastąpiony przez Burundaja. Burundaj pytał Daniela przez posłów: «Иду на Литву; оже еси мирен (с ханом), иди со мною» - Idę na Litwę, jeżeli jesteś przyjacielem (chana), to idź ze mną). Daniel wysłał swojego brata Wasylka Romanowicza. Wasylko po zwycięstwie nad Litwinami wrócił do Burundaja z sajgatem (łupami wojennymi), co zapewniło mu powrót do Włodzimierza Wołyńskiego.
W latach kolejnych Daniel pozorując przyjaźń z Chanem wciąż jeszcze umacniał grody. W roku 1261 podczas ślubu córki Daniłka - Olgi pojawił się poseł od Burundaja z propozycją «Оже есте мои мирници, стретит мя; а кто не сретит мене, тый ратный мне». Daniel wysłał do baskaka brata Wasylkę, starszego syna Lwa, oraz biskupa chełmskiego Jana z darami. Burundaj zażądał zniesienia umocnień grodów i zrównania z ziemią okopów. Wasylko oraz Lew spełnili to żądanie, przez co Daniłów, Stożek Wołyński (5 km na zachód od Antonowiec w powiecie krzemienieckim), Krzemieniec, Łuck i Lwów pozbawione zostały fortyfikacji. Później, razem z Wasylką, Burundaj udał się w stronę Włodzimierza i znad rzeki Żytań wydał rozkaz zniesienia grodu. 
Zadowolony z wypełnienia swoich rozkazów Burundaj pochwalił Wasylkę i po kilkudniowej uczcie ruszył w stronę Chełma, z którego Daniel wyjechał na Węgry. Zgodnie z rozkazem Burundaja Wasylko namawiał chełmian do poddania się, jednak dawał do zrozumienia odwrotnie.
Tatarzy, nieskorzy do długich oblężeń, ruszyli w Polskę. Wasylko i Lew namówili do poddania się mieszkańców Sandomierza obiecując im bezpieczeństwo, Tatarzy jednak nie dotrzymali danego słowa, zabijając lub topiąc mieszkańców miasta w Wiśle. Spustoszenie Sandomierza w 1259 zostało opisane w Pieśni Sandomierzanina oraz Roczniku Świętokrzyskim.